# Ramon Rubí de Marimon
Ramon Rubí de Marimon (Perpinyà, 10 de juliol de 1601 – Saragossa, 13 de desembre de 1642) va ser president de la Reial Audiència de Catalunya i autor de la crònica Relación del levantamiento de Cataluña, sobre l’esclat de la Guerra dels Segadors. Va ser baró d’Enveig i senyor de Mosoll.
Els seus pares foren el lletrat Rafael de Rubí Coll, oïdor de la Reial Audiència de Catalunya i assessor de la Capitania General, i Laura de Marimon de Comallonga. El 1630 va casar-se amb Teresa de Sabater i Meca.
Va cursar lleis a Salamanca i es va llicenciar al Col·legi Major d’Oviedo.

## Reial Audiència de Catalunya
Entra a la Reial Audiència el 1627 com a adjunt del doctor Gomis. Segons Manel Güell, “diverses de les seves actuacions com a lletrat abonen la teoria que prenia part en les parcialitats bandoleres”.
Rubí de Marimon mantingué friccions amb les institucions catalanes. El 1636, exercint com a advocat fiscal patrimonial, actua contra els diputats del General a instàncies del virrei duc de Cardona. Dos anys més tard, en el marc de la Guerra entre la Corona Hispànica i el regne de França, és un dels magistrats que faculten la condemna a mort dels desertors (1638). També desperta l’animadversió del Consell de Cent per instar-lo a aixecar lleves de soldats.

## Guerra dels Segadors
Durant l’esclat de la Guerra dels Segadors, és perseguit pels revoltats amb la intenció de matar-lo. No obstant això, aconsegueix unir-se a l’exèrcit del marquès de Los Vélez que avança cap a Barcelona, i formar part de la seva Junta de Guerra. Després de la derrota castellana a Montjuïc, participa en un intercanvi de presoners entre la Corona Hispànica (que tenia segrestats els ambaixadors catalans a Madrid) i el Principat (que retenia la duquessa de Cardona i el seu seguici, en el qual hi havia la dona i els tres fills de Ramon).
El 1642 s’ofereix per exercir el càrrec de fiscal del Consell d’Aragó i és nomenat president de la Reial Audiència de Catalunya. Mor a mitjan desembre víctima d’una febre terçana.  

## Crònica
Exiliat a Madrid, on va formar part de la Junta para Materias Políticas e Inteligencias de Cataluña, Rubí de Marimon escriu la crònica Relación del levantamiento de Cataluña, que descriu els fets succeïts entre la presa hispànica de Salses (gener de 1640) i maig de 1642. El manuscrit es troba dipositat a la Bodleian Library d’Oxford.